# Неглинка (село)
Негли́нка (до 1948 года Шиба́нь; крымскотат. Şiban, Шибан) — исчезнувшее село в Красногвардейском районе Республики Крым, располагавшееся на юго-западе района, в степной части Крыма, на левом берегу Салгира, примерно в 2,5 км к югу от села Амурское.

## История
Первое документальное упоминание села встречается в Камеральном Описании Крыма… 1784 года, судя по которому, в последний период Крымского ханства Шибан входил в Ташлынский кадылык Акмечетского каймаканства. После присоединения Крыма к России (8) 19 апреля 1783 года, (8) 19 февраля 1784 года, именным указом Екатерины II сенату, на территории бывшего Крымского Ханства была образована Таврическая область и деревня была приписана к Перекопскому уезду. После Павловских реформ, с 1796 по 1802 год, входила в Акмечетский уезд Новороссийской губернии. По новому административному делению, после создания 8 (20) октября 1802 года Таврической губернии, Шибан был включён в состав Кучук-Кабачской волости Перекопского уезда.
По Ведомости о всех селениях в Перекопском уезде состоящих с показанием в которой волости сколько числом дворов и душ… от 21 октября 1805 года в деревне Шибан числилось 27 дворов и 197 жителей, исключительно крымских татар. На военно-топографической карте генерал-майора Мухина 1817 года обозначен Шибан с 29 дворами. После реформы волостного деления 1829 года деревню оприписали к Агъярской волости того же уезда (переименованной из Кучук-Кабачской). На карте 1842 года в деревне обозначено те же 29 дворов.
В 1860-х годах, после земской реформы Александра II, деревню включили в состав Айбарской волости. Видимо, вследствие эмиграции крымских татар, особенно массовой после Крымской войны 1853—1856 годов, в Турцию, деревня заметно опустела и в «Списке населённых мест Таврической губернии по сведениям 1864 года», составленном по результатам VIII ревизии 1864 года, Шибан — владельческая русско-татарская деревня с 10 дворами, 31 жителем и мечетью при колодцахъ. По обследованиям профессора А. Н. Козловского начала 1860-х годов, вода в колодцах деревни была пресная, а их глубина составляла 10—15 саженей (21—32 м). На трёхверстовой карте Шуберта 1865—1876 года обозначена колония Шибан без указания числа дворов, хотя, согласно энциклопедическому словарю «Немцы России», немецкое лютеранское село было основано только в 1883 году. В «Памятной книге Таврической губернии 1889 года» по результатам Х ревизии 1887 года записан Шибан уже Григорьевской волости, с 4 дворами и 24 жителями.
После земской реформы 1890 года Шибан отнесли к Бютеньской волостии. Согласно «…Памятной книжке Таврической губернии на 1892 год», в экономии Шибань, находившейся в частном владении, было 24 жителя в 5 домохозяйствах. По «…Памятной книжке Таврической губернии на 1900 год» в селении Шибан, находившейся в частном владении Глеклера, числилось 66 жителей в 4 дворах. По Статистическому справочнику Таврической губернии. Ч.II-я. Статистический очерк, выпуск пятый Перекопский уезд, 1915 год, в экономии Шибань Бютеньской волости Перекопского уезда числился 1 двор с немецким населением в количестве 100 человек «посторонних» жителей, из которых 73 мужчины и 27 женщин. В экономии числилось 814 десятин удобной земли. В хозяйстве имелось 62 лошади, 79 волов, 37 коров и 700 голов мелкого скота, которое к 1918 году сократилось до 20.
После установления в Крыму Советской власти и учреждения 18 октября 1921 года Крымской АССР, в составе Симферопольского уезда был образован Биюк-Онларский район, в состав которого включили село. В 1922 году уезды получили название округов. 11 октября 1923 года, согласно постановлению ВЦИК, в административное деление Крымской АССР были внесены изменения, в результате которых был ликвидирован Биюк-Онларский район и село включили в состав Симферопольского. Согласно Списку населённых пунктов Крымской АССР по Всесоюзной переписи 17 декабря 1926 года, в селе Шибань, Биюк-Онларского сельсовета Симферопольского района, числилось 34 двора, из них 33 крестьянских, население составляло 107 человек. В национальном отношении учтено: 45 русских, 55 немцев, 2 украинца, 1 белорус, 1 татарин, 1 чех, 2 записаны в графе «прочие». Постановлением КрымЦИКа от 15 сентября 1930 года был вновь создан Биюк-Онларский район (указом Президиума Верховного Совета РСФСР № 621/6 от 14 декабря 1944 года переименованный в Октябрьский), теперь как немецкий национальный (лишённый статуса национального постановлением Оргбюро ЦК КПСС от 20 февраля 1939 года) и село включили в его состав. Вскоре после начала Великой Отечественной войны, 18 августа 1941 года крымские немцы были выселены, сначала в Ставропольский край, а затем в Сибирь и северный Казахстан.
После освобождения Крыма от фашистов в апреле, 12 августа 1944 года было принято постановление № ГОКО-6372с «О переселении колхозников в районы Крыма», по которому в район из Винницкой и Киевской областей переселялись семьи колхозников, а в начале 1950-х годов последовала вторая волна переселенцев из различных областей Украины. С 25 июня 1946 года Шибань в составе Крымской области РСФСР. Указом Президиума Верховного Совета РСФСР от 18 мая 1948 года Шибань переименовали в Неглинку. Ликвидировано до 1954 года, так как в списках упразднённых с этого года сёл не значится и, видимо, не возрождалось после войны.

### Динамика численности населения
| - 1805 год — 197 чел. - 1864 год — 31 чел. - 1889 год — 24 чел. - 1892 год — 24 чел. | - 1900 год — 66 чел. - 1915 год — 0/100 чел. - 1918 год — 20 чел. - 1926 год — 107 чел. |